# Corley (Iowa)
Corley es un lugar designado por el censo ubicado en el condado de Shelby en el estado estadounidense de Iowa. En el Censo de 2010 tenía una población de 26 habitantes y una densidad poblacional de 167,31 personas por km².

## Geografía
Corley se encuentra ubicado en las coordenadas 41°34′40″N 95°19′50″O / 41.57778, -95.33056. Según la Oficina del Censo de los Estados Unidos, Corley tiene una superficie total de 0.16 km², de la cual 0.16 km² corresponden a tierra firme y (0%) 0 km² es agua.

## Demografía
Según el censo de 2010, había 26 personas residiendo en Corley. La densidad de población era de 167,31 hab./km². De los 26 habitantes, Corley estaba compuesto por el 100% blancos, el 0% eran afroamericanos, el 0% eran amerindios, el 0% eran asiáticos, el 0% eran isleños del Pacífico, el 0% eran de otras razas y el 0% pertenecían a dos o más razas. Del total de la población el 0% eran hispanos o latinos de cualquier raza.